# فيليب غلاس
فيليب غلاس (بالإنجليزية: Philip Glass)‏ ملحن أمريكي (ولد في 13 يناير 1937). ودائمًا ما كان يُعتبر من أكثر الملحنين تأثيرًا في أواخر القرن العشرين. وفي كثير من الأحيان كانت موسيقاه مثيرة للجدل وتوصف بأنها موسيقى إصلاحية، إلى جانب أعمال «كبار ملحني الموسيقى الإصلاحية» مثل لامونت يانغ (La Monte Young)، تيري رايلي وستيف رايتش (Steve Reich).
وفي الآونة الأخيرة نأى غلاس بنفسه بعيدًا عن الموسيقى «الإصلاحية»، واصفًا نفسه كملحن «لموسيقى الهياكل المتكررة.» على الرغم من أن موسيقاه القديمة تتشابه كثيرًا مع ما يسمى عادةً بالموسيقى «الإصلاحية» إلا أنه منذ ذلك الحين طور موسيقاه من ناحية الأسلوب. وفي الوقت الحالي، يصف غلاس نفسه كموسيقار «كلاسيكي»، مشيرًا أنه قد تدرب على الإيقاع وانسجام الألحان وقام بدراسة موسيقى ملحنين مثل فرانز شوبرت ويوهان سباستيان باخ وفولفغانغ أماديوس موزارت مع ناديا بولانغر (Nadia Boulanger).
يُعد غلاس من الملحنين ذوي الأعمال الوفيرة: قام بكتابة أعمال لمجموعات موسيقية أسسها، مثل فرقة فيليب غلاس (Philip Glass Ensemble) (التي لا يزال غلاس يؤدي لها مقطوعات على اللوحة)، بالإضافة إلى الأوبرا، أعمال المسارح الموسيقية، عشرة سيمفونيات، أحد عشر كونشيرتو، أعمال فردية، غرف موسيقية تشمل سلسلة الرباعيات وسوناتات جوهرية، والموسيقى التصويرية. ورُشحت ثلاث أعمال من موسيقاه التصويرية لجائزة الأوسكار.
يعول غلاس على العديد من الفنانين من بين أصدقائه ومعاونيه، بما في ذلك فنانون في مجالات الفنون البصرية مثل (ريتشارد سيرا، تشاك كلوز)، وكُتّاب (دوريس ليسينغ، ديفد هنري هوانغ، ألين جينسبيرج)، ومخرجي أفلام ومسرح (مثل إيرول موريس، روبيرت ويلسون، خوان أكالياتس، جودفيري ريجيو، بول شريدر، مارتن سكورسيزي، كريستيفر هامبتون، برنارد روز، وغيرهم كثيرين)، مصممي رقصات (لوسيندا تشايلز، جيروم روبنز، تويلا ثارب)، ومسيقيين وملحنين (رافي شانكار، ديفد بيرون، قائد الفرقة دينيس راسل دافس، فوداي موسي سوسو، لوري أندرسون، ليندا رونستاد، بول سايمون، جوان لاباربرا، آرثر راسل، ديفد باوي، براين إينو، روبيرتوا كارنيفالي، باتي سميث، التوأم أفيكس، ليزا بايلاوا، أندرو شابيرو، جون موران، بريس ديزنر ونيكو مولي). ومن بين معاوني غلاس الجدد، صديقه من ولاية نيويورك وودي آلن، وستيفن كولبير، وكاتب الأغاني والقصائد ليونارد كوهين.

## كتابات أخرى
- ويليام داكويرث (William Duckworth) (1995, 1999). حواراتكلام الموسيقى (Talking Music): مع جون كيج، فيليب غلاس، لوري أندرسون، وخمسة أجيال من الملحنين التجربيين الأمريكيين. نيويورك، نيويورك: مجلة داكابو.
- فيلب غلاس، روبيرت تي جونز (إد.) (1987, 1995). موسيقى فيليب غلاس (Music by Philip Glass). نيويورك، نيويورك: مجلة داكابو.
- ريتشارد كوستيلانتز (إد.) (1997). كتابات عن غلاس. مقالات، حوارات، نقد. بيركلي، لوس أنجيلوس، لندن: مجلة جامعة كاليفورنيا.
- روبيرت مايكوك (2002). غلاس: السيرة الذاتية لفيليب غلاس. سانكشري للنشر.
- بوتر، كيث (2000). أربعة موسيقيين إصلاحيين: لامونت يانغ، (La Monte Young) تيري رايلي، (Terry Riley) ستيف رايخ، (Steve Reich) فيليب غلاس. الموسيقى في سلسلة القرن العشرين. كامبردج، المملكة المتحدة؛ نيويورك، نيويورك: مجلة جامعة كامبريدج.
- جون ريتشاردسون (John Richardson) (1999). الآثار المترنمة: مقطوعة "اخناتون" (Akhnaten) لفيليب غلاس". مجلة جامعة ويزليان.
- كيه. روبيرت شوارز (K. Robert Schwarz) (1996). موسيقار إصلاحي. سلسلة ملحنين القرن العرشين. لندن: مجلة فايدون.
- بارتمان، (Bartman) ويليام وكيستين، (William and Kesten) خوان (Joanne) (محررون). الصورة تتحدث: تشاك كلوز في حوار مع 27 من جمهوره، نيويورك: مجلة إيه.آر.تي، 1997
- نولسون، جيمس (2004). ملعون الشهرة: حياة صامويل بيكيت، نيويورك: مجلة جروف.

## وصلات خارجية
- الموقع الرسمي
- فيليب غلاس على موقع IMDb (الإنجليزية)
- فيليب غلاس على موقع الموسوعة البريطانية (الإنجليزية)
- فيليب غلاس على موقع مونزينجر (الألمانية)
- فيليب غلاس على موقع ألو سيني (الفرنسية)
- فيليب غلاس على موقع ميوزك برينز (الإنجليزية)
- فيليب غلاس على موقع أول موفي (الإنجليزية)
- فيليب غلاس على موقع بوكس أوفيس موجو (الإنجليزية)
- فيليب غلاس على موقع قاعدة بيانات برودواي على الإنترنت (الإنجليزية)
- فيليب غلاس على موقع قاعدة بيانات الأفلام السويدية (السويدية)
- فيليب غلاس على موقع إن إن دي بي (الإنجليزية)
- Philip Glass على مشروع الدليل المفتوح
- فيليب غلاس سؤال وجواب
- غلاف NewMusicBox: فيليب غلاس (مع فيديو)
- فن الولايات: فيليب غلاس قطعة في شكل مربع (1967)
- جنون الزروة أداء أندرو برانون، احتفال غرفة الموسيقى بيلفيدر، يونيو 2012